# Castello di Gerardo il Diavolo
Il castello di Gerardo il Diavolo (in olandese Geeraard de Duivelsteen) è un'antica residenza medievale fortificata della città fiamminga di Gand, in Belgio.
Oggi è sede degli archivi di Stato.

## Storia e descrizione

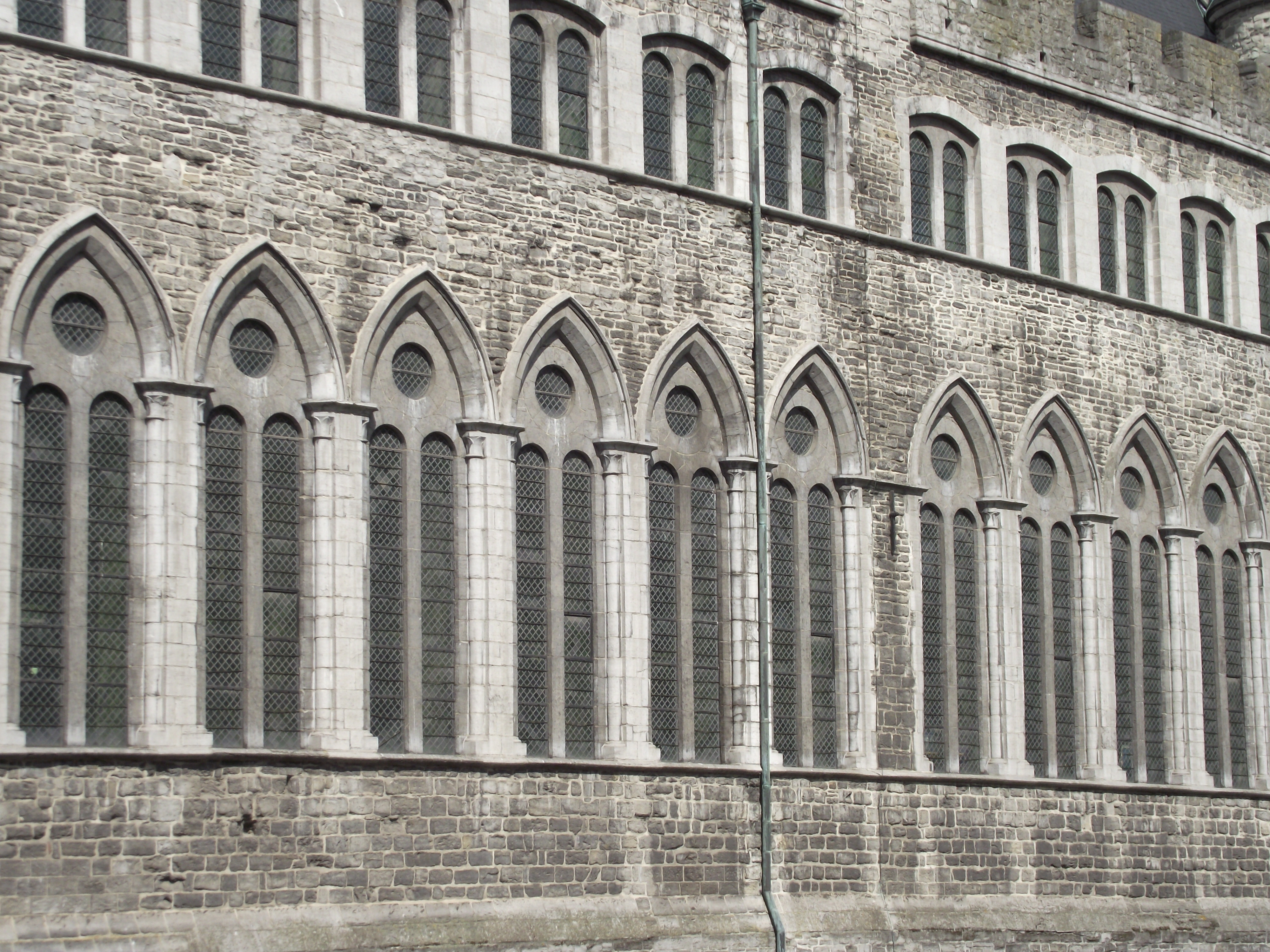
L'infilata delle finestre gotiche.

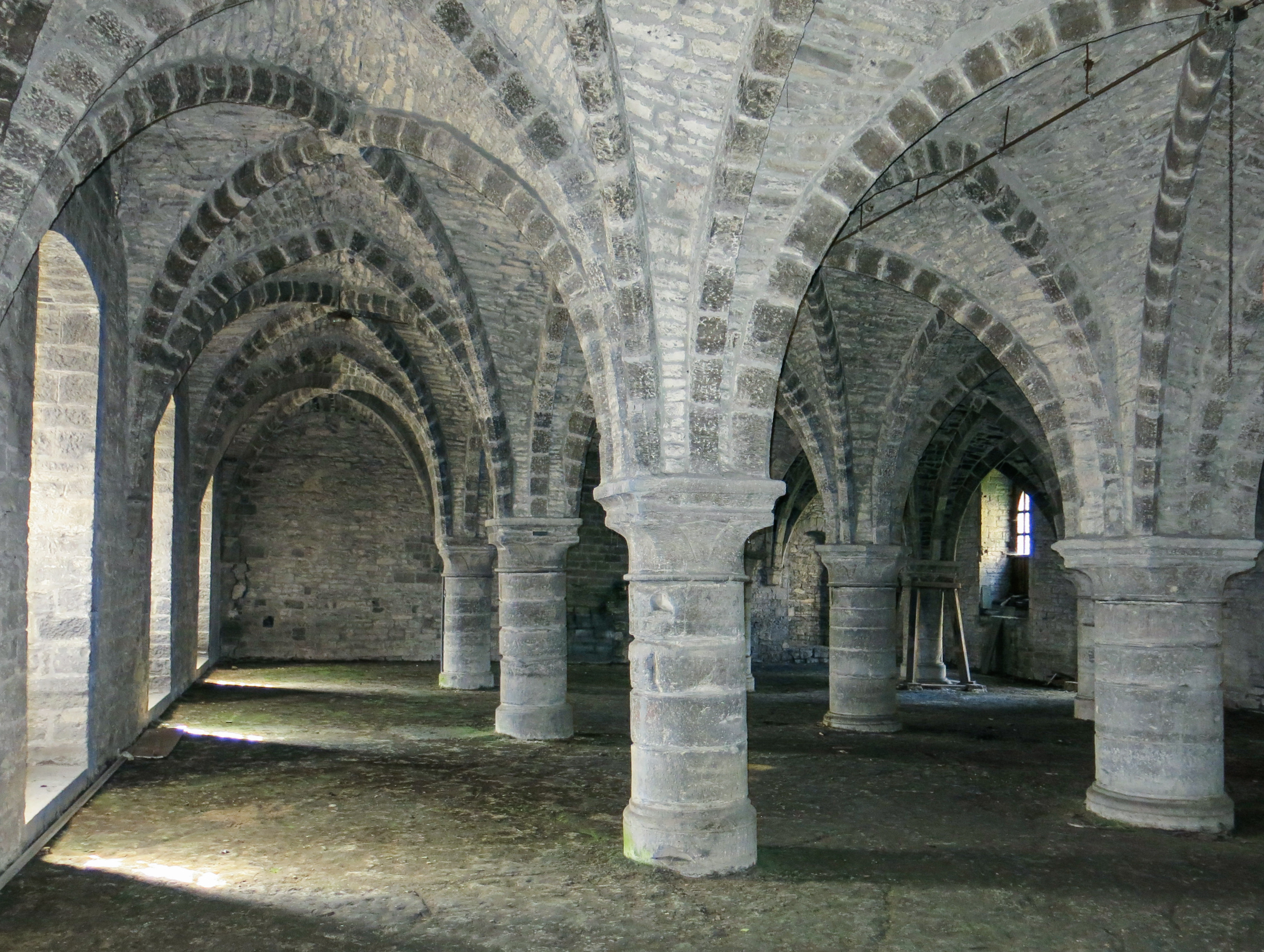
La cripta.

Sorge sulla Schelda Inferiore, un ramo del fiume Schelda che attraversa il centro della città e poco più avanti confluisce nel fiume Leie. Alla confluenza sorse Portus Ganda, il primo insediamento di Gand.
Il castello venne costruito in pietra di Tournai fra il 1216 e il 1245 come difesa di Portus Ganda e al tempo stesso residenza dei burgravi di Gand. Questo doppio ruolo si identifica nella sua composizione. Lo scopo difensivo si rileva dalle spesse murature e la presenza di un mastio con torrette; quello residenziale, dal corpo principale con la bella sequenza delle tredici bifore d'epoca feudale che testimonia la volontà di dar ricevimenti. La parte principale dell'edificio si compone di due piani. Una cripta su colonne nel seminterrato, e due grandi sale divise in quattro navate e coperte da volte a crociera.
Nel 1227, alla morte del burgravio Zeger III di Gand, l'edificio passa di proprietà al suo secondo genito Geeraard Vilain, detto Geeraard de Duivel, Gerardo il Diavolo appunto, a causa del colore scuro della sua pelle e dei suoi capelli neri. Da quel momento l'edificio porterà il suo nome.
Verso il 1330 il castello venne venduto alla Consiglio municipale che nel corso dei secoli lo destinerà alle funzioni più diverse: pensionato di cavalieri, armeria, convento, scuola, seminario vescovile. Nel 1623 divenne manicomio e orfanotrofio maschile; nel 1773 Maria Teresa d'Austria vi istituì una prigione e nel 1830 divenne caserma dei pompieri.
Alla fine del XIX secolo fu, infine, acquistato dallo Stato che lo destinò ad Archivio di Stato.
Nel 1891 l'edificio venne completamente restaurato e adattato alla nuova funzione. Il mastio angolare perse le merlature ed assunse le forme odierne, vennero ricostruite le bifore dentro le arcate ogivali originali e nella parte posteriore venne aggiunta l'ala neogotica.
La parte originale, dunque, resta quella che si affaccia sul Reep.